# Cyber Command (België)
Het Cyber Command is een onderdeel van de Belgische defensie. Opgericht op 19 oktober 2022 zal het onderdeel worden uitgebouwd tot de Cyber Component die een duale functie heeft: beveiliging van militaire systemen en de kritieke Belgische cyberinfrastructuur. De component zal samenwerken met andere bedrijven.
Naast het Cyber Command bestaat Defensie uit:
- De Luchtmacht
- De Medische Component
- De Marine
- De Landmacht

## Algemeen
Het Cyber Command werd in 2022 opgericht om de informatica-infrastructuur van de Belgische (veiligheids)diensten, overheden en bedrijven te beschermen tegen de snel toenemende bedreigingen.

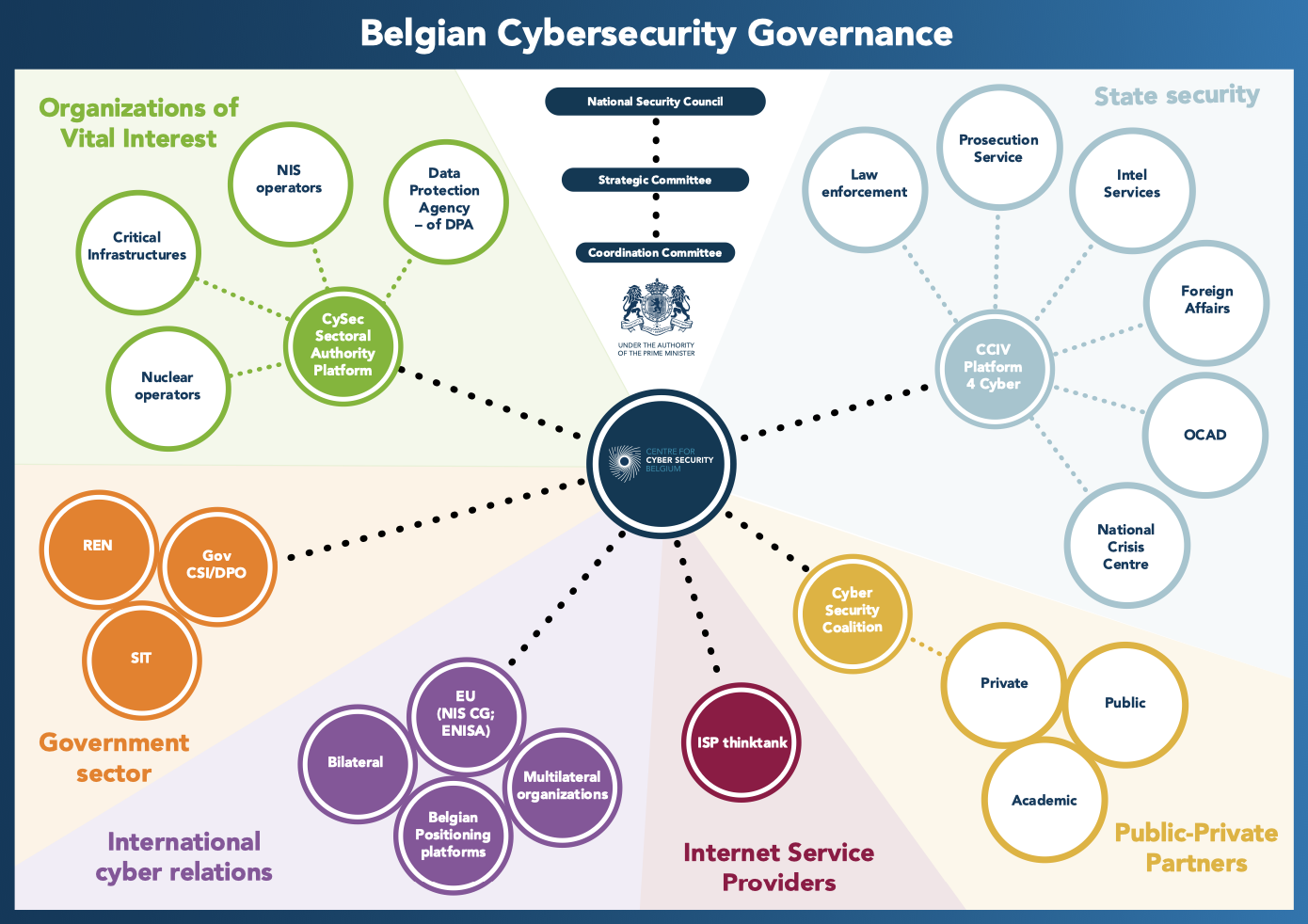

Naast de rechtstreekse aanvallen op Belgische civiele en militaire netwerken, hebben bijvoorbeeld de Russische en Chinese desinformatiecampagnes, alsook de complottheorieën, geleid het oprichten van deze nieuwe eenheid in het Belgische Leger om verspreiders van desinformatiecampagnes tegen te gaan. Ze werken hiervoor niet alleen defensief en preventief, maar voeren ook inlichtingenmissies en zelfs offensieve cyberoperaties uit. Ze zijn actief in de drie dimensies van cyber-space: de fysieke (denk aan servers, hardware, glasvezelkabels, satellieten, 5G-netwerken), de software (virussen, malware) én de virtuele (sociale media).

De nieuwe eenheid, waarvoor in het kader van het STAR-plan (Security & Service - Technology - Ambition - Resilience) 400 miljoen euro werd uitgetrokken, werft militaire en civiele specialisten op het gebied van de bestrijding van cyberaanvallen aan en brengt ze samen. Tot 2024 valt het Cyber Command nog onder de militaire inlichtingendienst ADIV/SGRS en bouwt voort op de capaciteiten die er al zijn ondergebracht. Daarna wordt het een echte, zelfstandige component met een eigen wettelijk kader.

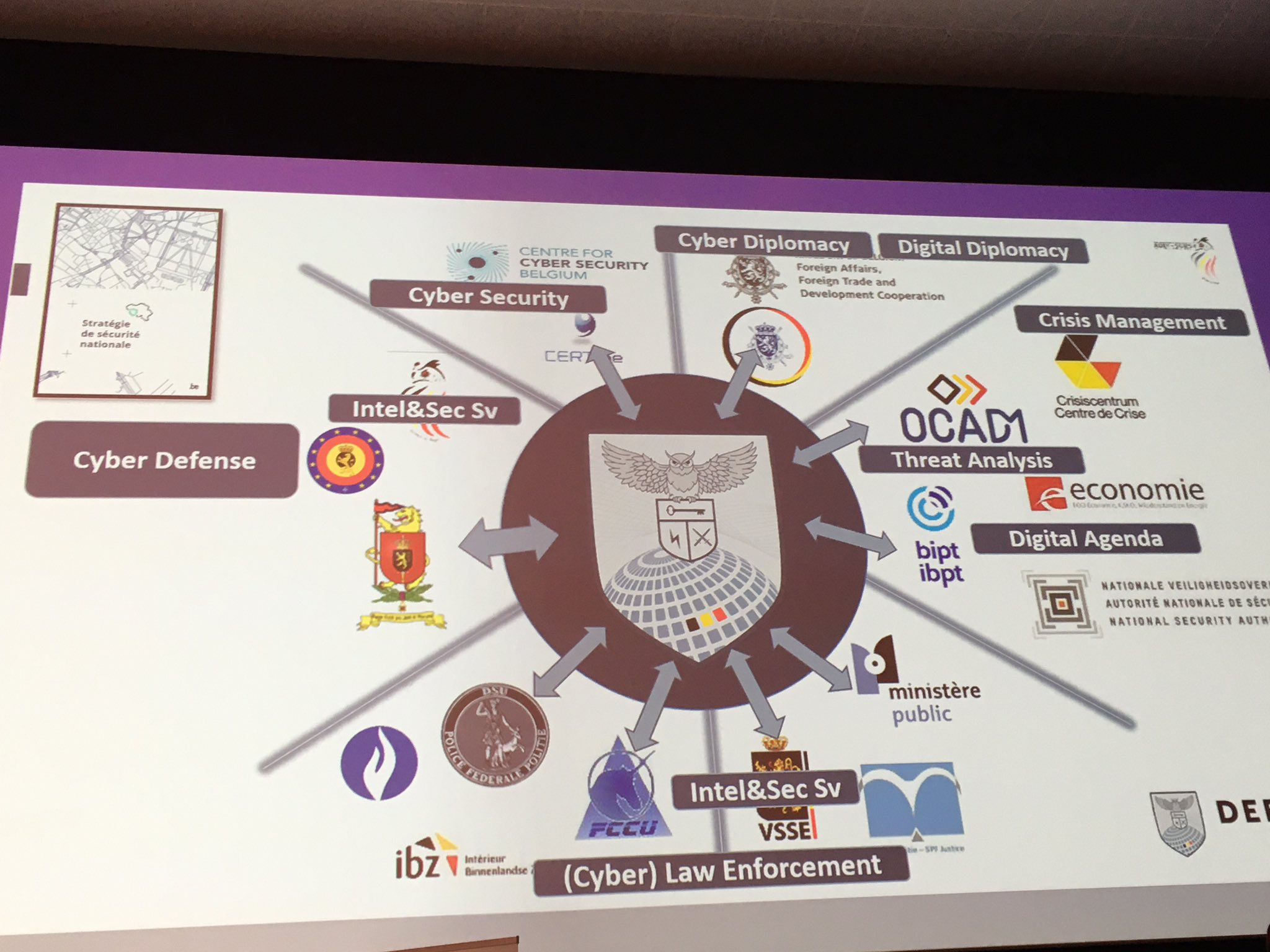

Het Cyber Command werkt samen en wisselt informatie uit met verschillende diensten en bedrijven binnen de Belgische cyberspace. Ook werken ze samen met onderzoekers van de Koninklijke Militaire School en het Koninklijk Hoger Instituut voor Defensie. Zo lopen er onderzoeken in de cryptografie naar sterkere versleutelingstechnieken en toestellen die de cryptografische sleutels kunnen genereren.